# جزيرة ابن عمر

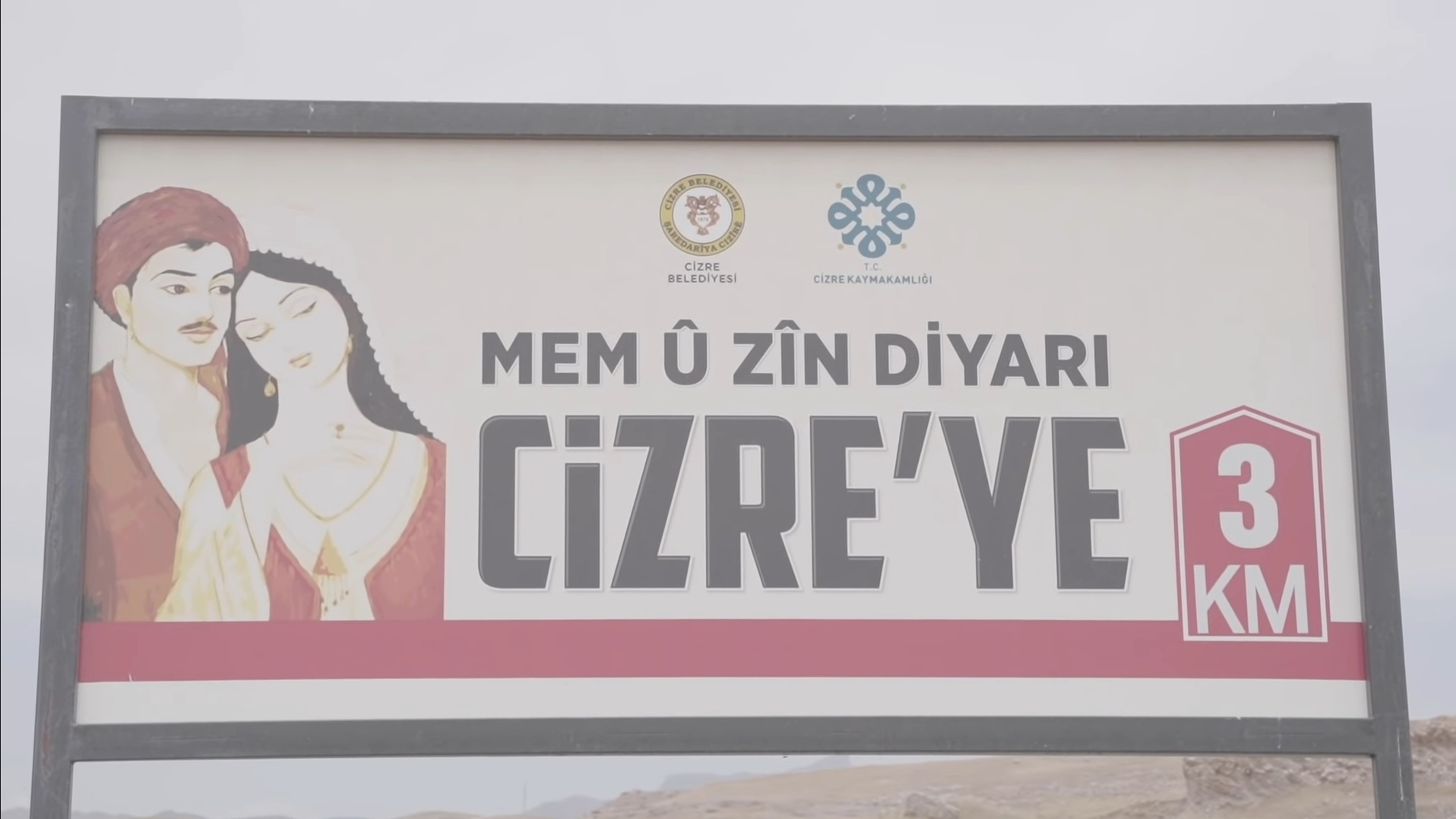
عبارة "Mem û Zîn diyari Cizre'ye" على لوحة على طريق جزرة، بمعنى "جزرة هي موطن مم وزين".

جزيرة ابن عمر أو جزرة (بالتركية: Cizre) والمعروفة أيضا باسم جزيرة بوطان (بالكردية: Cizîra Botan/Cizîr) هي مدينة ومقر مديرية جزرة التابعة لمحافظة شرناق في منطقة جنوب شرق الأناضول في تركيا، تقع على نهر دجلة على الحدود التركية السورية وعلى مقربة من الحدود العراقية التركية. تقع جزرة في المنطقة التاريخية لبلاد الرافدين العليا، وهي محاطة بدجلة من الشمال والشرق والجنوب، ولذلك سميت جزيرة. بلغ عدد سكانها 130٫916 نسمة في عام 2021.

## التسمية

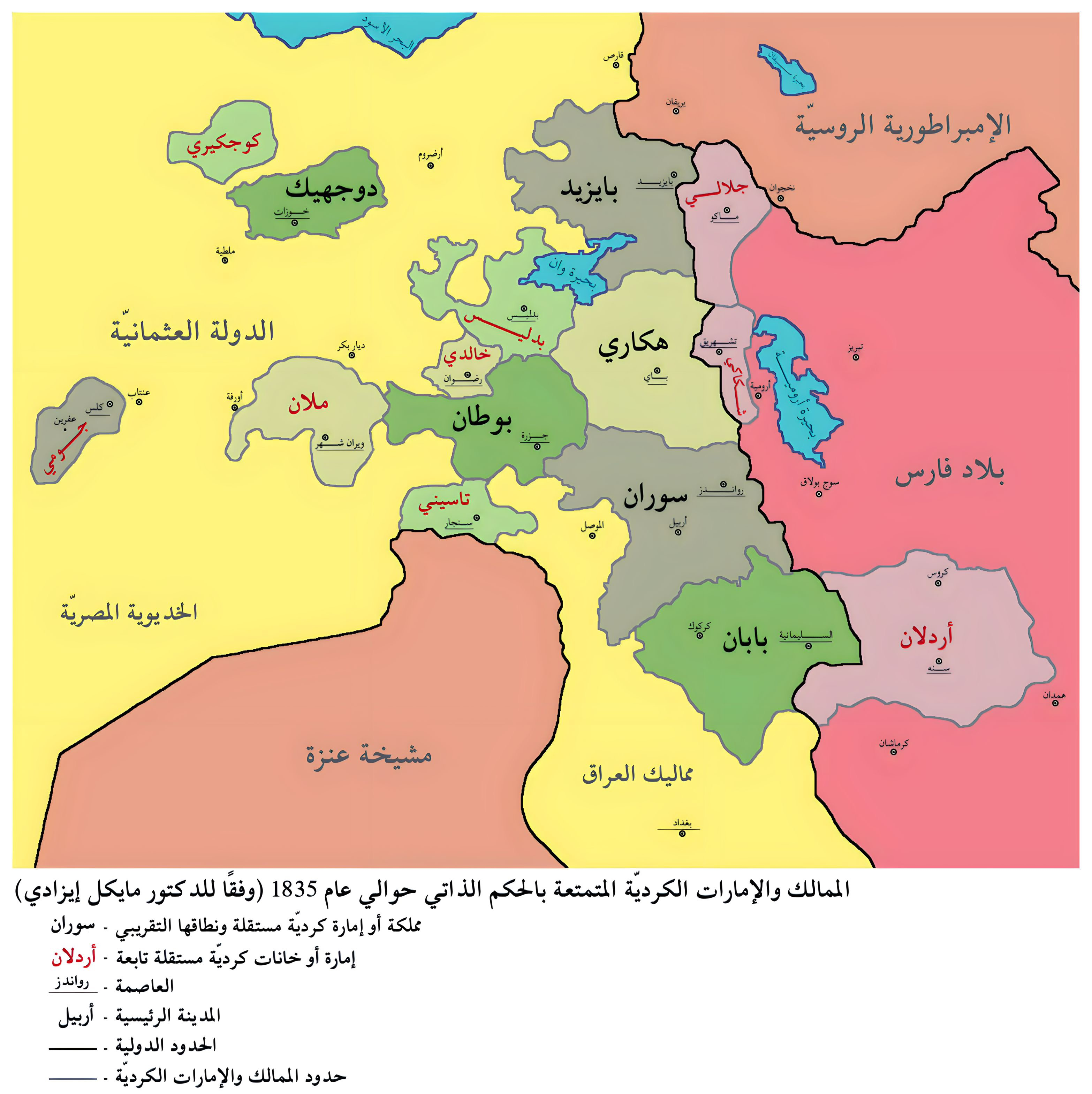
خريطة الإمارات الكردية شبه المستقلة ضمن الدولة العثمانية حوالي عام 1835، حيث تظهر «جزيرة ابن عمر» ضمن إمارة بوطان.

أطلق عليها السريان تسمية جزرتا ܓܙܪܬܐ وذلك لكونها نائية وبعيدة عن المدن المجاورة. حيث تعني كلمة جزر المقطوع، فيما سمّاها الأتراك Cizre «جِزرَة» تحريفا لاسمها العربي.
ذكرها الواقدي قائلا: «إن الذي بنى جزيرة ابن عمر رجل من بُرقعيد – من أعمال الموصل -، يقال له عبد العزيز بن عمر، فسميت باسمه، كانت تسمى دجلة».
والمنطقة التي تقع فيها المدينة لا يوجد فيها بحر ولا جزيرة، لكنها سميت جزيرة لكثرة الأنهار حولها.

## التاريخ

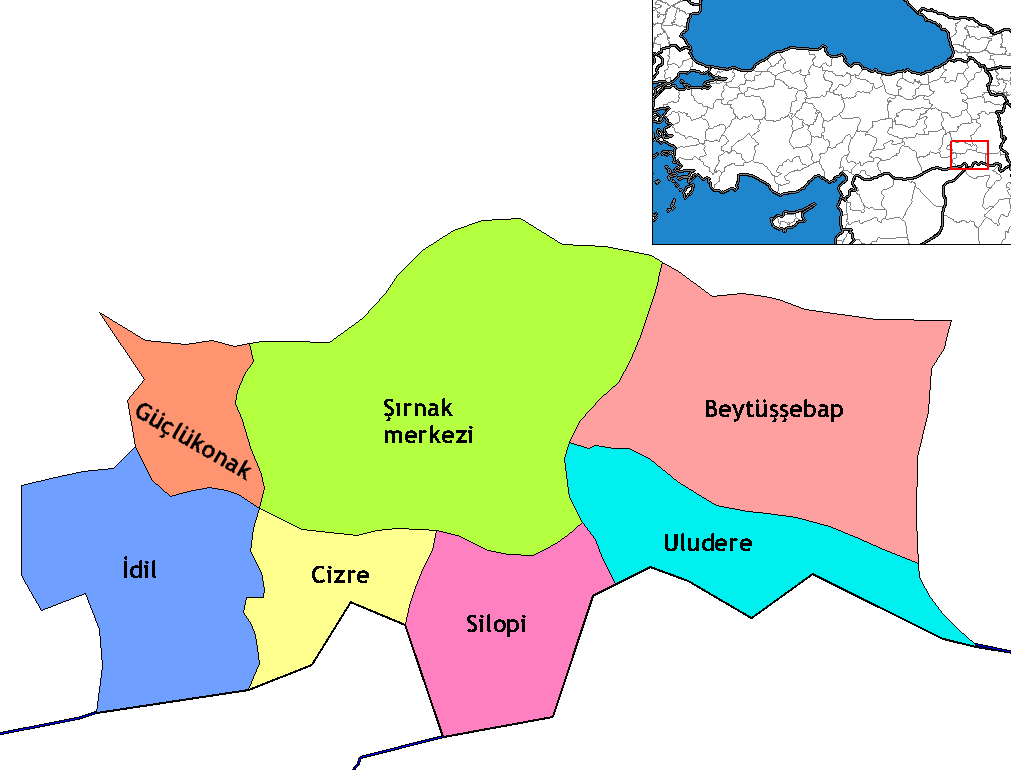
أقضية شرناق

سكنت قبائل بكر بن وائل، وخصوصا فرع بني شيبان، المنطقة الممتدة من جزيرة ابن عمر إلى منطقة ديار بكر (التي سميت باسمهم)، والمدينة التي تحمل نفس الاسم. كانت جزيرة ابن عمر بلدة مهمة في العصر العباسي وفي عهد الصليبيين كبوابة تربط أعالي بلاد الرافدين بأرمينيا.
وأثناء العصر الحديدي المبكر، كانت جزيرة ابن عمر جزءاً من مملكة كومه، شمال آشور.
هاجمت المدينة قبائل كردية مختلفة مثل قبيلة بوطان. سيطرت أسرة عزيزان من قبيلة بوطان على جزيرة ابن عمر في 1337/1336 بدعم من الأمير الأيوبي الأشرف موسى بن الملك العادل أبي بكر بن أيوب حاكم حصن كيفا.

## تأسيس المدينة واسمها
سجل علماء المسلمين في العصور الوسطى نظريات متنافسة حول مؤسس المدينة. حسب ياقوت الحموي، أسسها الحسن بن عمر بن الخطاب التغلبي (توفي حوالي عام 865)، أمير الموصل، في أوائل القرن التاسع.
أشار علي بن أبي بكر الهروي في كتابه "الزيارات" إلى أنه كان يُعتقد أن جزيرة ابن عمر هي المدينة الثانية التي أسسها نوح بعد الطوفان العظيم. ويستند هذا الاعتقاد إلى تحديد جبل الجودي القريب باعتباره مكان نزول سفينة نوح. يعتبر آخرون أن شاهنشاه أردشير الأول ملك الإمبراطورية الساسانية في بلاد فارس (180-242) قد يكون المؤسس. في كتاب وفيات الأعيان، نقل ابن خلكان بعض الآراء التي تذكر أن يوسف بن عمر الثقفي (توفي عام 744) كان مؤسس المدينة، بينما جادل بأن عبد العزيز بن عمر (من برقعيد القريبة) هو مؤسس المدينة وإليه يعود اسمها.
حُصِّنت المدينة في القرن العاشر على أبعد تقدير.

## موقع المدينة
في العصور القديمة الكلاسيكية، كانت المنطقة تحت سيطرة مملكة كاردونياش البابلية القديمة. وفي أبحاث القرن التاسع عشر، كثيرا ما وصفت بأنها مكان عبور الإسكندر الأكبر لنهر دجلة في 331 ق.م. وبأنها كذلك بزابده Bezabde، على الرغم من أن شتاين (1942) يشكك في ذلك.
بُنيت المدينة في منحنى في نهر دجلة، وبنى الحسن بن عمر قناة عبر المنحنى، مما وضع المدينة على جزيرة في النهر، ومن هنا جاء اسم المدينة. في النهاية، اختفى مجرى النهر الأصلي بسبب الرواسب وانتقل إلى القناة، تاركًا المدينة على الضفة الغربية لنهر دجلة. كانت جزيرة ابن عمر تقع في موقع يسمح لها بالاستفادة من طرق التجارة من اتجاه آمد إلى الشمال الغربي، ونصيبين إلى الغرب، وإيران إلى الشمال الشرقي. عملت المدينة أيضًا كميناء نهري، وكانت البضائع تُنقل بالطوافات أسفل نهر دجلة إلى الموصل وما بعد ذلك جنوبًا. حلت جزيرة ابن عمر محل مدينة وحصن بزبدة الرومانية المجاورة، حيث غادر سكانها تدريجيًا إلى المدينة الجديدة، ومن المرجح أنها هُجرت في أوائل القرن العاشر.
وفي الموروث الإسلامي من العصور الوسطى، جزيرة ابن عمر هي موقع ثمانين، البلدة التي أسسها نوح على سفح جبل الجودي حيث استقرت سفينة نوح، وحيث يوجد «قبر نوح» وكذلك «قبر مم وزين» ويمكن زيارتها حتى اليوم. يذكر المسعودي (ت. 346 هـ / 956 م) أن المكان الذي استقرت فيه السفينة يمكن رؤيته حتى زمنه. يضيف بنجامين من تودلا في القرن 12 أن: عمر بن الخطاب جعل من بقايا سفينة نوح مسجداً.
كانت جزيرة ابن عمر مقر الأساقفة السريان الشرقيين من بيت زبدي (لاحقاً: گزرتا د'بيت زبداي) حتى في القرن الرابع الميلادي، ومقر الأساقفة الكلدان في أسقفية گزرتا الكلدانية في القرن التاسع عشر ومطلع القرن العشرين. انكمشت الطائفة السريانية الشرقية في منطقة گزرتا نتيجة المذابح الأرمنية عام 1915، وقد انتهت الأبراشية الكلدانية في گزرتا بعد الحرب العالمية الأولى.

### جزيرة ابن عمر حاليا

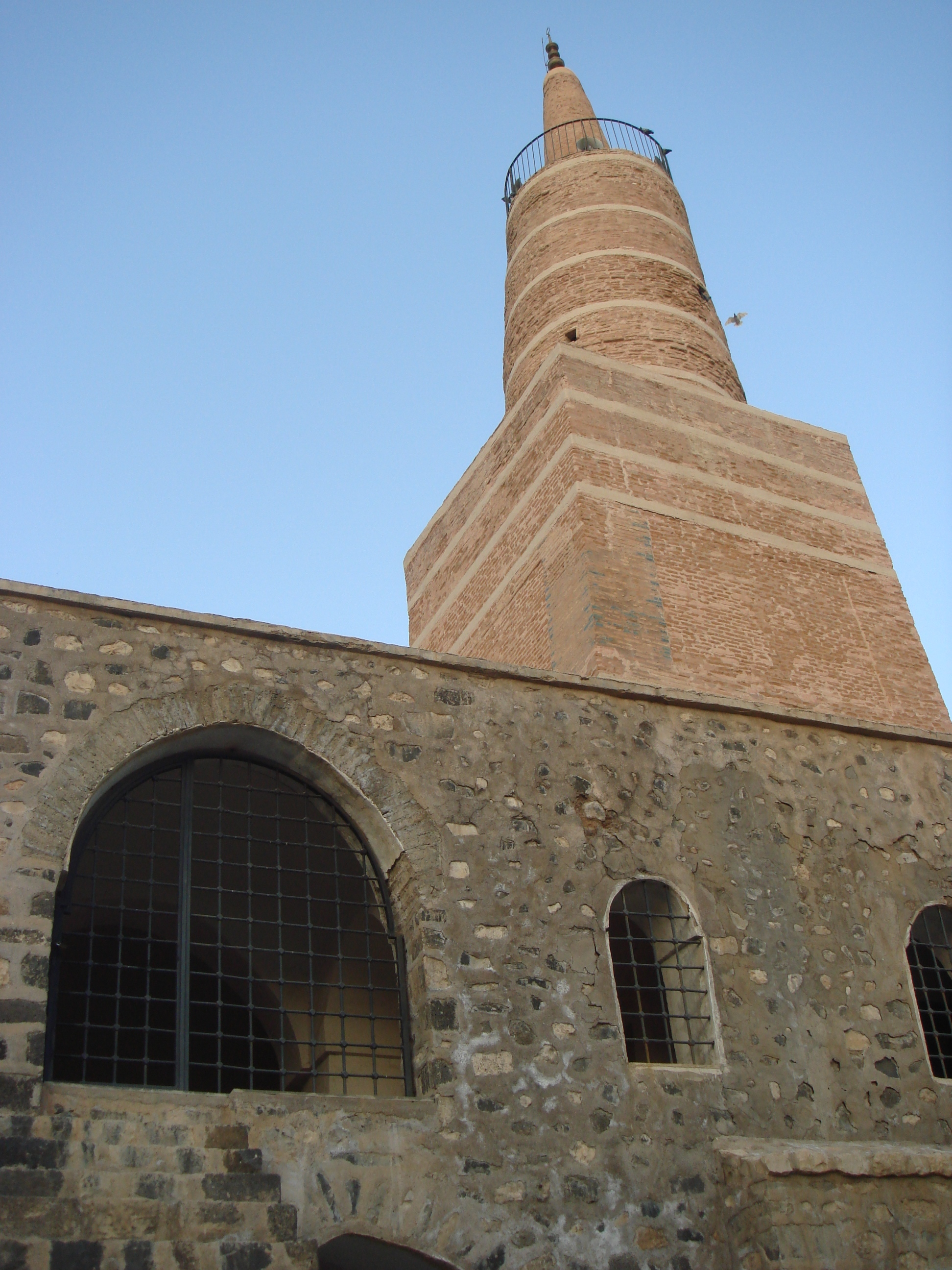
الجامع الكبير (جزيرة ابن عمر)

تقع الجزيرة على نهر دجلة، الذي يشكل خط الحدود مع سوريا في تلك المنطقة. وتقع على طرق المحافظات 380 (عبر مديات) و400 (طريق أوروبي 90) (عبر نصيبين) الذي يربط ماردين مع شرناق، وكذلك الطريق 430 إلى سيلوپي يمر عبر البلدة.
توجد نقطة عبور حدودية في الجزيرة، وتؤدي إلى المالكية في سوريا، وكانت هذه النقطة مستخدمة بين 1940-1972. كما يوجد مطار الشرناق وهو مطار تركي داخلي محلي يخدم المنطقة وهو يبعد تقريبا 60 كم عن مدينة الجزيرة.
تملك هذه المدينة الرقم القياسي لأعلى درجة حرارة مسجلة في تركيا، بدرجة حرارة +48.6°م سجلت في 30 تموز2000.

## المعالم

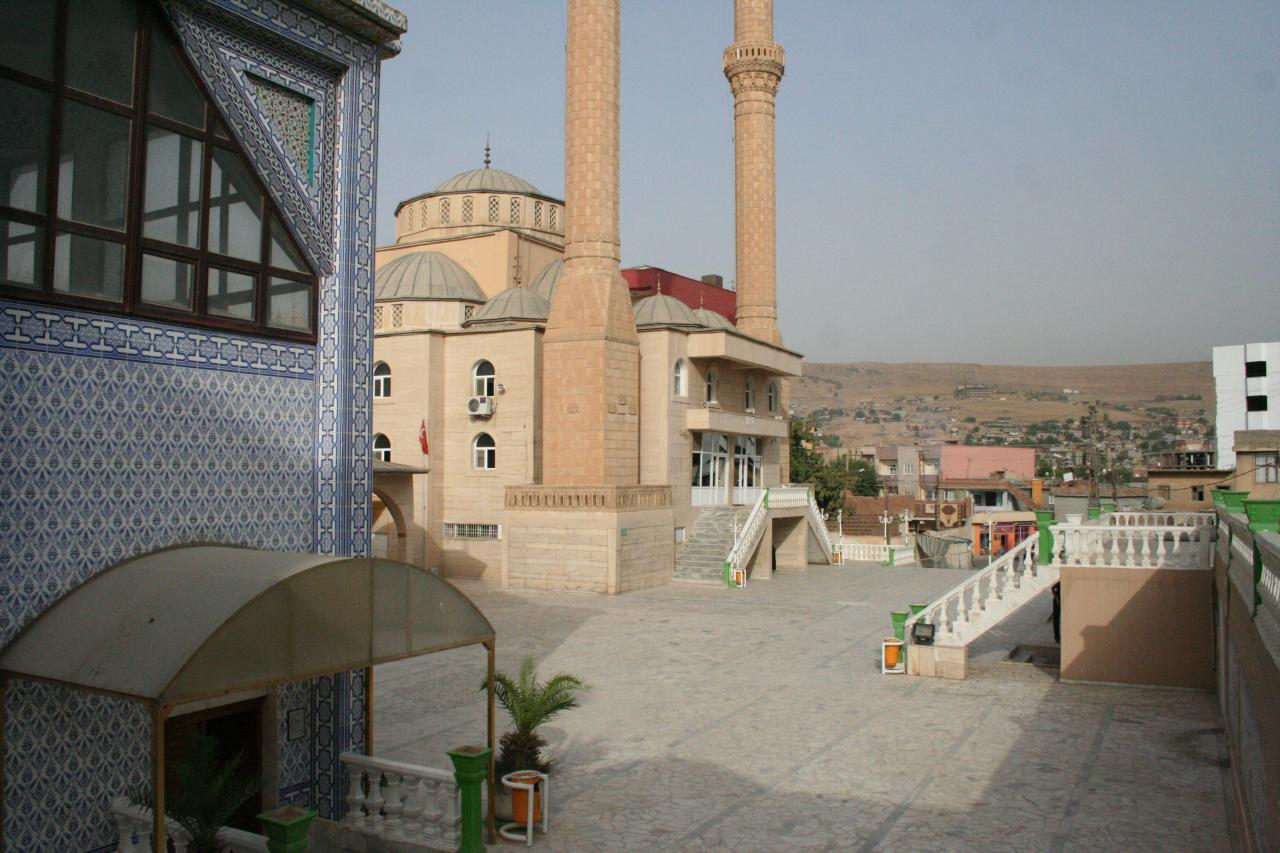
ضريح نوح في الجزيرة.
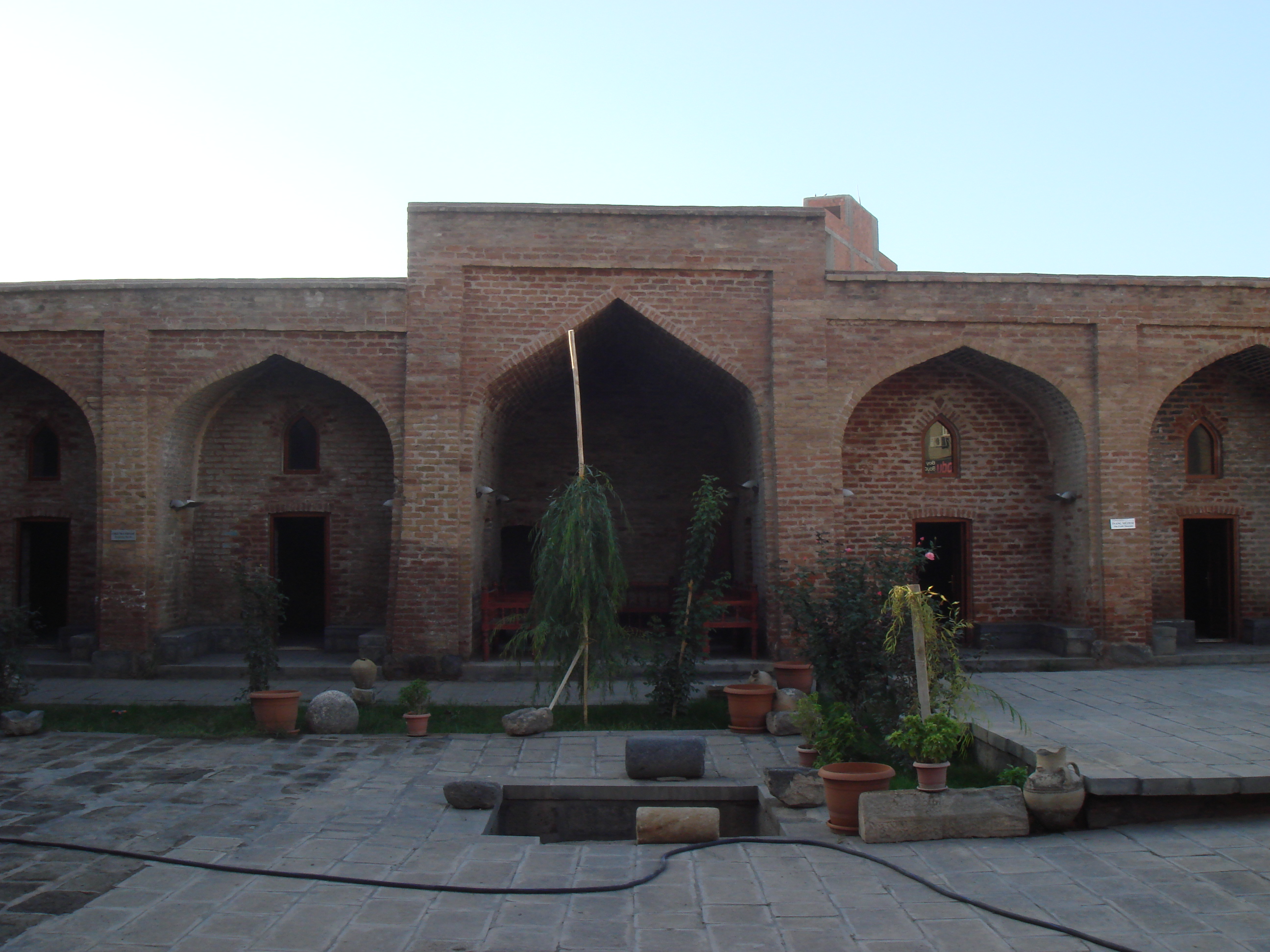
المدرسة الحمراء[الكردية]

## أشهر أبنائها
- ابن الجزري - محمد بن محمد بن الجزري الشافعي، بخاري القراء، وأعظم من كتب في القراءات.
- الجزري - مهندس ومخترع وبناء عربي
- نصيح الدين العجلي - تاجر وشاعر
- بدرخان بك - آخر أمير ومتسلم لإمارة بوطان
- شرف الدين ألجي - سياسي كردي
- طاهر ألجي - سياسي كردي
- ابن الأثير - مؤرخ عربي
- ابن الأثير الكاتب - وزير من العلماء الكتاب المترسلين.
- ابن الأثير أبو السعادات - محدث لغوي عربي.
- ملا جزيري - شاعر كردي
- محمد سعيد رمضان البوطي
- ملا رمضان البوطي

## الهامش
1. ↑  GeoNames (بالإنجليزية), 2005, QID:Q830106
2. ↑  «دغري خبر» نسخة محفوظة 04 مارس 2016 على موقع واي باك مشين.
3. ↑  Jwaideh, Wadie (2006). The Kurdish National Movement: Its Origins and Development. Syracuse University Press.
4. ↑  قاسم، عيسى ابراهيم (2007). الميران في إمارة بوطان: دراسة تاريخية - اجتماعية - اقتصادية - ثقافية. دار الينابيع للطباعة والنشر والتوزيع،. مؤرشف من الأصل في 2021-01-02.
5. ↑  Watch, Corporate (4 Dec 2015). "The struggle for autonomy in North Kurdistan: Voices from Cizre". Corporate Watch (بالإنجليزية البريطانية). Archived from the original on 2023-06-06. Retrieved 2023-08-13.
6. ↑  "31 ARALIK 2021 TARİHLİ ADRESE DAYALI NÜFUS KAYIT SİSTEMİ (ADNKS) SONUÇLARI". TÜİK (بالتركية). Archived from the original (XLS) on 2023-07-24. Retrieved 2022-12-16.
7. ↑  صابان، سهيل (1431). ابن عمر في التاريخ والحضارة.pdf "جزيرة ابن عمر في التاريخ والحضارة" (PDF). مكتبة الملك فهد الوطنية. مؤرشف من الأصل (PDF) في 5 مارس 2016. اطلع عليه بتاريخ اذار 2012. {{استشهاد ويب}}: تحقق من التاريخ في: |تاريخ الوصول= (مساعدة) وتحقق من قيمة |مسار أرشيف= (مساعدة)
8. ↑  عكام، محمود (1415 هـ / 1995 م). الموسوعة الإسلامية الميسرة - ج 4. دمشق: دار صحارى. ص. 754. {{استشهاد بكتاب}}: تحقق من التاريخ في: |سنة= (مساعدة)
9. ↑  Sinclair (1989), p. 401.
10. ↑  الحموي، ياقوت. معجم البلدان.
11. ↑  Elisséeff (1986), pp. 960–961.
12. ↑  ul-Hasan (2005), pp. 40–41.
13. 1 2 3  Nicolle (2013), p. 227.
14. 1 2  Sinclair (1989), p. 353.
15. ↑  Sinclair (1989), p. 385.
16. ↑  Encyclopaedia Judaica (2008) نسخة محفوظة 09 نوفمبر 2016 على موقع واي باك مشين.
17. ↑  "Letter to the Minister of Foreign Affairs" (بالتركية). Cizre Ticaret ve Sanayi Odası. 29 Nov 2005. Archived from the original on 2008-03-15. Retrieved 2009-03-15.